# 建倉
建倉指客戶以保證金交易的方式買入或賣出銀行系統規定的可交易貨幣對（含貴金屬）的行為。開倉時，銀行系統自動按照當時的價格計算開倉合約須佔用的保證金，並比較該客戶的保證金可用額度是否充足，如果客戶可用額度小於開倉須佔用的保證金，則交易不成功。